# Santana (banda)
Santana es una banda estadounidense de rock formada en la ciudad de San Francisco en 1966 por el guitarrista Carlos Santana.
La banda llamó la atención del público con su interpretación de "Soul Sacrifice" en el festival Woodstock en 1969. Esta exposición ayudó a impulsar su primer álbum, también llamado Santana, seguido con gran éxito en los dos años siguientes por Abraxas y Santana III. Los cambios en la alineación fueron comunes. La creciente colaboración de Carlos Santana con el gurú Sri Chinmoy llevó a la banda a adoptar un estilo más esotérico, aunque sin perder su influencia latina.
En 1998, la banda fue incluida en el Salón de la Fama del Rock and Roll con Carlos Santana, José "Chepito" Areas, David Brown, Gregg Rolie, Mike Carabello y Michael Shrieve. La agrupación ha ganado nueve premios Grammy y tres premios Grammy Latino, el último de ellos en el año 2000. Carlos Santana ganó un Grammy como solista en 1988. La banda ha vendido más de 90 millones de discos en todo el mundo, y convirtiéndose en uno de los grupos con mayor número de ventas de todos los tiempos. En 2013, Santana anunció una reunión de la alineación clásica para un nuevo álbum, Santana IV, que finalmente se publicó en abril de 2016.
En 2019 la banda publicó el disco Africa Speaks mediante el sello Concord Records. Sirvió de adelanto el sencillo "Los invisibles", en el que colaboró la cantante española Buika con la producción de Rick Rubin.

## Historia

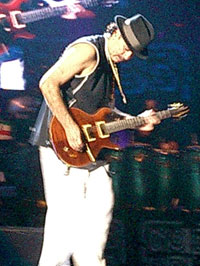
Carlos Santana en 2003

### 1967–1972: Formación y éxito comercial
Santana (llamada originalmente Santana Blues Band) surgió en 1966 en San Francisco, California. Los miembros iniciales fueron Carlos Santana (guitarra), Tom Frazier (guitarra rítmica), Mike Carabello (percusión), Rod Harper (batería), Gus Rodríguez (bajo) y Gregg Rolie (teclados y voz). La primera audición del grupo con esta formación se dio en el Avalon Ballroom a finales del verano de 1967. Después de la audición, Chet Helms (el promotor del evento) le aseguró a los músicos de la banda que nunca podrían abrirse paso en la escena musical en San Francisco tocando fusión latina, sugiriendo a Carlos que conservara su trabajo como lavaplatos. Fue añadido un segundo percusionista llamado Marcus Malone para afianzar el sonido latino de la banda. Para cuando Santana comenzó a trabajar en su álbum debut Santana, Malone ya había dejado la banda, ya que había sido condenado por homicidio y había comenzado a cumplir su condena en la Prisión Estatal de San Quentin.
Bill Graham, uno de los encargados de la logística del Festival de Woodstock de 1969, recomendó a la agrupación. Finalmente el grupo fue anunciado como uno de los artistas intérpretes del festival, donde compartieron escenario con bandas y artistas como Jimi Hendrix, Janis Joplin, Richie Havens, Jefferson Airplane, Grateful Dead y Joe Cocker. El álbum debut de la banda finalmente fue publicado en agosto de 1969. El disco alcanzó la posición n.º 4 en la lista pop estadounidense Billboard 200 con el sencillo "Evil Ways" ubicándose en el Top 10 de las listas.
En 1970 editaron el álbum Abraxas, con el que vendieron más de un millón de copias. El trabajo de grabación comenzó a mediados de abril de 1970 en los estudios Wally Heider en San Francisco y se completó a principios de mayo de ese mismo año. El álbum, impulsado por una nueva versión de "Black Magic Woman" de Fleetwood Mac (escrita por Peter Green, la canción alcanzó la posición n.º 4 en la lista estadounidense Billboard Hot 100), fue lanzado en septiembre de 1970 y logró encabezar la lista Billboard 200.
Entre enero y julio de 1971 la banda grabó su tercera producción, Santana III. Publicado en septiembre de 1971, el disco alcanzó la primera posición en la lista Billboard 200. En la cima de la popularidad de la banda, Santana III fue el último álbum en presentar la alineación clásica de la banda, compuesta por Carlos Santana, Gregg Rollie, Mike Carabello, David Brown, José Chepito Areas y Michael Shrieve. Antes de grabar su cuarto álbum, Caravanserai, hubo múltiples cambios en la alineación. El bajista David Brown se ausentó en 1971 antes de que comenzara la grabación y fue reemplazado por Doug Rauch y Tom Rutley. El percusionista Michael Carabello también abandonó la agrupación y fue reemplazado por dos percusionistas, Armando Peraza y Mingo Lewis. El teclista Gregg Rolie fue reemplazado por Tom Coster en algunas canciones. Caravanserai debutó en la posición n.º 8 en las listas pop, a pesar de no generar ningún "hit single".

### 1973–1979: Experimentación y consolidación
A partir de 1973, Carlos Santana comienza a publicar álbumes de corte más experimental bajo el nombre de Carlos Santana, al margen de la banda. 13 meses después del lanzamiento de Caravanserai, Santana publicó el álbum Welcome,  primero de cuatro discos consecutivos en obtener la certificación de oro, a diferencia de los cuatro anteriores que alcanzaron al menos el nivel de platino. El álbum alcanzó el puesto n.º 25 en la lista Billboard 200, el más bajo en la carrera de la banda hasta ese momento. Los siguientes álbumes contenían un estilo más experimental que sus trabajos anteriores, comenzando con Borboletta, que incluso obtuvo una menor repercusión que el anterior, a pesar de escalar cinco posiciones en las listas de éxitos estadounidenses.
El álbum Amigos de 1976 fue mucho más exitoso. Alcanzar el número 10 en las listas de Estados Unidos y llegar al top 10 en Francia, Australia, Nueva Zelanda, Austria y Países Bajos, fue una especie de retorno al éxito de sus primeros álbumes. Festival en cierto modo contradijo el éxito recién descubierto, pero fue un pequeño tropiezo antes de otro álbum exitoso, Moonflower, publicado en 1977. El álbum fue posiblemente el más exitoso desde Santana III, logrando la certificación de doble platino en los Estados Unidos y siendo el primer álbum desde Borboletta de 1974 en ingresar en el Top 10 del Reino Unido. 
Sus siguientes dos lanzamientos, Inner Secrets y Marathon, publicados en 1978 y 1979 respectivamente, fueron un cambio musical para la banda, alejándose de la fusión entre rock y música latina que había caracterizado su trabajo a fines de la década de 1960 y la mayoría de los años 1970 para avanzar hacia un sonido de rock convencional. Sin embargo, estos álbumes no tuvieron un buen desempeño comercial, aunque ambos obtuvieron el estatus de disco de oro en los Estados Unidos.

### 1980–1997: Declive comercial
La banda comenzó la década de 1980 con varios discos que pretendían devolver algo de tirón comercial al grupo, buena prueba de ello son los álbumes Zebop! (1981), con el éxito "Winning", y Shangó (1982), con el éxito "Hold On". Sin embargo, a medida que avanzaba la década, las ventas de los discos de Santana descendieron. El grupo esperó otros tres años para lanzar su siguiente producción, el descanso más largo para ellos hasta ese momento. Beyond Appearances de 1985 fue un fracaso comercial, y su primer producción que no logró la certificación de oro. Sus siguientes tres lanzamientos continuaron este declive comercial, y el último de ellos no logró ingresar ni siquiera en el top 100 de Billboard. En medio de este escollo comercial, la banda dejó de grabar material durante siete años, aunque continuó realizando giras. En 1987, Carlos Santana publica Blues For Salvador, un espectáculo musical grabado que le permite ganar el Grammy al mejor espectáculo instrumental.

### 1998-2012: Retorno al éxito
A finales de la década de 1990 Santana firmó un contrato discográfico con el sello Arista Records tras abandonar su sello habitual, con el que se encontraban descontentos. El disco resultante fue Supernatural, álbum que contó con la cooperación de varios artistas invitados, como The Product G&B (en la canción "Maria Maria"), Maná (en la canción "Corazón Espinado"), Rob Thomas (en la canción "Smooth") y Eric Clapton (en "The Calling"), entre otros. Por ese trabajo, Santana obtuvo un n.º 1 por varias semanas con Smooth de acuerdo a la lista Billboard Hot 100, además de 9 Premios Grammy, 3 Grammy Latinos, vendió más de 25 millones de copias en todo el mundo y volvió a poner a la banda en el estrellato internacional. Sus posteriores trabajos trataron de repetir la fórmula utilizada en Supernatural. En Shaman (2002), la banda contó con las colaboraciones de Dido, Seal, Plácido Domingo y Michelle Branch; y en All That I Am con Steven Tyler de Aerosmith y por segunda vez con Michelle Branch.
El álbum Guitar Heaven fue publicado en 2010. Musicalmente fue un cambio drástico para la banda, con un sonido mucho más pesado en su núcleo y fuertes influencias del heavy metal. Debutó en el n.º 5 en el Billboard 200 pero marcó otro declive para la banda al no poder lograr el certificado de disco de oro. En 2012, el grupo lanzó Shape Shifter, álbum que retomó el sonido convencional de los primeros años de la banda. Debutó en la posición n.º 16 en el Billboard 200.

### 2013–presente: Reunión de la formación clásica,Corazón,Santana IVyAfrica Speaks
El 2 de febrero de 2013, Carlos Santana confirmó que reuniría a su formación clásica, la mayoría de los cuales hicieron parte del festival de Woodstock en 1969. Santana afirmó que reunirá al grupo con la intención de grabar nueva música. Se confirmaron para dicha reunión a los músicos Neal Schon, que estuvo en la banda a principios de la década de 1970 y se retiró de la misma junto al teclista Gregg Rolie en 1973 para formar Journey; el baterista Mike Shrieve y el percusionista Mike Carabello. Mientras tanto, Santana publicó el 6 de mayo de 2014 un nuevo álbum de estudio titulado Corazón.
El 15 de abril de 2016 fue publicado el álbum Santana IV, disco que reunió la alineación clásica de principios de la década de 1970 con Carlos Santana (guitarra, voz), Gregg Rolie (teclados, voz principal), Neal Schon (guitarra, voz), Michael Carabello (percusión) y Michael Shrieve (batería). Santana IV presenta 16 pistas totalmente nuevas escritas y producidas por la banda. El primer sencillo del álbum, titulado "Anywhere You Want To Go", fue lanzado el 5 de febrero de 2016. Ese mismo año la banda dio una gira que llegó a España el 9 de febrero de 2016 titulada "The Magic of Santana".
A comienzos de 2019 Santana firmó un contrato discográfico con Concord Records y el 25 de enero del mismo año fue publicado In Search of Mona Lisa, un nuevo EP de cinco canciones, acompañado del vídeoclip de la canción "Do You Remember Me." En marzo, la banda anunció sus planes de publicar un nuevo álbum de estudio el 7 de junio de 2019, titulado Africa Speaks, con la producción de Rick Rubin.
El año 2019 marca el vigésimo aniversario del exitoso álbum de Santana Supernatural y el quincuagésimo aniversario de su legendaria presentación en el festival de Woodstock. La banda aparece en la lista de actos que planean participar en el festival Woodstock 50, evento que se realizaría entre el 16 y el 18 de agosto de 2019 y en el que compartirían escenario con bandas y artistas como The Killers, Robert Plant, John Fogerty y Canned Heat, entre otros.

## Músicos
| - Carlos Santana – guitarra líder, voz, percusión (1966–presente) - Benny Rietveld – bajo (1990–1992, 1997–presente) - Karl Perazzo – percusión (1991–presente) - Ray Greene – voz (2016–presente) - Andy Vargas – voz (2000–presente) - Tommy Anthony – guitarra rítmica, voz (2005–presente) - David K. Mathews – teclados (2011–presente) - Paoli Mejías – percusión (2013–presente) - Cindy Blackman - batería (2015–presente) | - Carlos Santana – guitarra líder, voz (1966–presente) - Neal Schon – guitarra rítmica (1971–1972, 2013–2016) - Gregg Rolie – teclados, voz (1966–1972, 1982, 1987–1988, 2013–2016) - Michael Carabello – percusión (1966–1967, 1969–1971, 2013–2016) - Michael Shrieve – batería (1969–1974, 1978, 1988, 2013–2016) - José "Chepito" Areas – percusión (1969–1971, 1972–1973, 1974–1975, 1976–1977, 1988–1989) - David Brown – bajo (1967–1971, 1974–1976; fallecido en 2000) |

## Discografía
| - Santana (1969) - Abraxas (1970) - Santana III (1971) - Caravanserai (1972) - Welcome (1973) - Borboletta (1974) - Amigos (1976) - Festival (1977) - Moonflower (1977) - Inner Secrets (1978) - Marathon (1979) - Zebop! (1981) - Shangó (1982) | - Beyond Appearances (1985) - Freedom (1987) - Spirits Dancing in the Flesh (1990) - Milagro (1992) - Supernatural (1999) - Shaman (2002) - All That I Am (2005) - Guitar Heaven (2010) - Shape Shifter (2012) - Corazón (2014) - Santana IV (2016) - Africa Speaks (2019) - Blessings and Miracles 2021 (2021) |